# Demokratiska unionspartiet
Demokratiska unionspartiet (kurdiska: Partiya Yekîtiya Demokrat, PYD; arabiska: حزب الاتحاد الديمقراطي, Ḥizb Al-Ittiḥad Al-Dimuqraṭiy) är ett politiskt parti i den autonoma regionen Rojava i Syrien. Det grundades 2003 som den syriska grenen av Kurdistans arbetarparti (PKK).
Sedan 2013 är PYD en av de huvudsakliga aktörerna i Rojava. PYD har en väpnad gren vid namn Folkets försvarsenheter (YPG) som deltar i det Syriska inbördeskriget.:1 Den kvinnliga brigaden inom YPG heter Kvinnornas försvarsenheter (YPJ).
Både YPG och PYD har starka kopplingar till PKK och styrs av PKK genom paraplyorganisationen Kurdistans Gemenskapsunion (KCK), och PKK ses som PYD:s moderorganisation. Trots de viktiga kopplingarna mellan PYD och PKK är de fortsatt två separata organisationer, vilket även PYD säger, men vissa menar att särskilja mellan PYD/YPG och PKK är att upprätthålla en illusion.
Tydliga kopplingar mellan PYD och PKK har slagits fast av flera ledande forskare på området, bland annat på London School of Economics och den tyska underrättelsetjänsten Verfassungsschutz.
YPG och närstående grupper betraktas som terroristorganisationer av Turkiet och Qatar. Sveriges regering har fram till 2022 stött YPG och PYD, ett stöd som upphörde i november 2022, efter regeringsskiftet efter riksdagsvalet 2022.

## Rojava
Under inledningen av det syriska inbördeskriget kunde PYD och dess väpnade styrkor gradvis flytta fram sina positioner inom den del av norra Syrien som till stor del bebos av kurder. De besegrade den med al-Qaida lierade al-Nusrafronten och andra islamistiska grupper som stöddes av  Turkiet, Saudiarabien och Qatar. I juni 2012 hade PYD tagit kontrollen över ett flertal städer utefter Syrens gräns till Turkiet. Området gavs namnet Rojava och styrs sedan 2014 av en multietnisk koalition Rörelsen för ett demokratiskt samhälle/ Democratic Society Movement (TEV-DEM). I Rojavas författning fastslås:
"Vi folken i Federationen Norra Syrien – Rojava (Federasyona Bakûrê Sûriyê – Rojava), kurder, araber, assyrier, turkmener, armenier, tjetjener, tjerkesser, muslimer, kristna, jezidier och många andra är medvetna om att nationalstaten har orsakat våra folk problem, akuta kriser och tragedier."

## Ideologi
PYD följer PKK-grundarens Abdullah Öcalans teori om demokratisk konfederalism,[källa behövs] och kan därmed betraktas som frihetliga socialister.[källa behövs]
Partiet eftersträvar en rådsdemokrati byggd kring direktdemokrati, jämställdhet, alternativ ekonomi och ekologi.

## Sveriges förhållande till PYD

### Samarbete med Socialdemokraterna
För att säkra stöd för Magdalena Andersson som statsminister och Regeringen Andersson ingick Socialdemokraterna en uppgörelse i november 2021 med partilösa Amineh Kakabaveh (tidigare V). Uppgörelsen innebar att Socialdemokraterna fördjupade sitt samarbete med PYD. Socialdemokraternas partisekreterare Tobias Baudin och Kakabaveh skrev bland annat att "Att frihetskämpar som slagits eller sympatiserar med YPG /YPJ eller PYD klassas av vissa staters aktörer som terrorister är oacceptabelt." Överenskommelsen presenterades tillsammans med justitieminister Morgan Johansson.
När Baudin under en intervju av Kvartal i december 2021 uppmärksammades på PYD:s kopplingar till PKK svarade han att "Den bilden jag har fått till mig är ju att det inte är så tydligt att det är på det sättet, men skulle det visa sig att det är så... det är klart att då kommer det inte bli något långvarigt samarbete".
I samband med Finlands och Sveriges Natoansökan 2022, när utrikesminister Ann Linde den 14 maj träffade sin turkiske motsvarighet Mevlüt Cavusoglu, sade Cavusoglu att "De här två länderna stöder öppet och har samröre med PKK och YPG. Det här är terrororganisationer som attackerar våra trupper varje dag. Det är oacceptabelt och upprörande att våra vänner och allierade stöder de här terrororganisationerna." Det var främst tre formuleringar i avtalet som bedömdes vara problematiska:
- att PYD sades utgöra en "legitim samtalspartner"[13]
- att YPG/YPJ hyllades för sin kamp mot IS[13]
- att de som slagits med, eller sympatiserar med, YPG/YPJ och PYD kallades för "frihetskämpar" och att det sades vara oacceptabelt att dessa kallas terrorister[13]

Den 20 maj sade Kakabaveh att hon inte längre avsåg stödja Socialdemokraterna i avgörande omröstningar eftersom hon ansåg att de inte levde upp till överenskommelsen. Kakabaveh sade att "Kommer man inte fullfölja hela överenskommelsen kommer jag inte ge stöd i avgörande omröstningar." Följden blev att Socialdemokraternas vårbudget riskerade att falla och att budgeten skulle behövas avgöras genom lottning.
Den 23 maj sade Magdalena Andersson att Turkiets krav hade överraskat regeringen. Samma dag publicerade Turkiet en kravlista för att godkänna Sveriges Natoansökan. I ett uttalande skrev Turkiet att "den svenska regeringen, som har ansökt om NATO-medlemskap, har tillkännagivit sitt beslut att ge 367 miljoner dollar i stöd till PKK/PYD, vilket hotar den nationella säkerheten av alliansmedlemmen Turkiet" Turkiet krävde att Sverige bröt kontakten med PYD och dess väpnade gren YPG för att släppas in i Nato.
Tidningen Turkiye Gazetesi pekade ut fem svenska politiker och anklagade dem för samarbete med den av EU, USA och Turkiet terrorstämplade PKK.
När oppositionen den 2 juni 2022 riktade misstroende mot justitie- och inrikesminister Morgan Johansson krävde Kakabaveh, som kunde komma att fälla avgörandet, att regeringen skulle hålla fast vid överenskommelsen för att hon inte skulle rösta för att fälla Johansson, och att det offentligt skulle klargöras att löftena till henne skulle hållas. Magdalena Andersson intygade den 5 juni att överenskommelsen fortfarande var giltig och "[Vi] står naturligtvis upp för den uppgörelsen som vi har gjort med [Amineh Kakabaveh] sedan tidigare. Vi står ju alltid upp för det vi kommer överens om.":20m10s Tobias Baudin sade till TT att "Vi socialdemokrater står alltid upp för de uppgörelser vi gör, det kan man alltid lita på." Vid omröstningen den 7 juni lade Kakabaveh ned sin röst och Johansson kunde sitta kvar som minister, men Kakabaveh krävde därefter nya förhandlingar med Tobias Baudin eller med Morgan Johansson själv då hon menade att Socialdemokraterna inte hade levt upp till avtalet, och hon hotade att rösta nej till regeringens vårändringsbudget. Efter riksdagens sommarstängning några veckor senare sade utrikesminister Ann Linde att överenskommelsen med Kakabaveh inte längre var aktuell utan endast gällde under riksdagsåret 2021/2022.
I mars 2024 gjorde Kvartal en uppföljning om avtalet och dess efekter. Amineh Kakabaveh sade att "Efter Natoansökan upphörde kontakterna, men sen behövde dom ändå min röst.":16m45s och "Det blev ingenting av avtalet. Det var bara tomma löften. Jag har helt tappat förtroendet för Socialdemokraterna. Dom behövde bara min röst.":5m41s Enligt företrädare för det kurdledda självstyret i nordöstra Syrien var avtalet bara ett spel för att Socialdemokraterna skulle få makten.:6m20s Enligt honom hade Socialdemokraterna svikit sitt löfte och han sade att efter att Sverige hade ansökt om medlemskap i Nato fick de aldrig några fler träffar med varken Socialdemokraterna eller regeringen.:31m5s Nalin Baksi sade att det var vansinnigt av Socialdemokraterna att skriva avtalet: att det var ett exempel på etnifieringen av politiken, vilket hon uppfattade som ett hot mot demokratin. Baksi sade att "Är man svensk medborgare och sitter i Sveriges riksdag kan man inte gå olika etniska gruppers ärenden.":6m44s Enligt Sveriges dåvarande utrikesminister Ann Linde hade avtalet inte på något sätt påverkat svensk utrikespolitik. Att det inte var ett avtal som Regeringen Andersson skrev; att det var ett avtal som Socialdemokraterna skrev. Enligt Turkiet hade avtalet en negativ effekt på landets säkerhet.:30m14s

### Ändrade förhållanden efter riksdagsvalet 2022
Inför statsminister Ulf Kristerssons besök i Ankara för att diskutera Sveriges inträde i NATO tog regeringen Kristersson avstånd från YPG och PYD med motiveringen att "det finns en tvivelaktighet och problematik när det gäller dem som skadar vårt förhållande till Turkiet". Inför NATO-toppmötet 11 juli 2023 formulerades en överenskommelse mellan Sverige och Turkiet där det bekräftades att Sverige inte ska ge något stöd till YPG eller PYD.

## Fotnoter